# تپه برفی (تخت شاهی)
تپه برفی (تخت شاهی) مربوط به دوره ساسانیان است و در شهرستان زرین دشت، بخش مرکزی، روستای خسویه واقع شده و این اثر در تاریخ ۲ آبان ۱۳۸۲ با شمارهٔ ثبت ۱۰۴۹۴ به‌عنوان یکی از آثار ملی ایران به ثبت رسیده است.